# Barry Davis
Pour les articles homonymes, voir Davis.
Barry Davis est un lutteur américain spécialiste de la lutte libre né le 17 septembre 1961.

## Biographie
Barry Davis participe aux Jeux olympiques d'été de 1984 à Los Angeles dans la catégorie des poids coqs et remporte la médaille d'argent. Il remporte également une médaille d'argent lors des Championnats du monde de 1987.